# Frank Lehmann
Frank Lehmann (Balingen, 1989. április 29. –) német utánpótlás-válogatott labdarúgó, jelenleg a VfL Osnabrück játékosa.

## Pályafutása
A VfB Stuttgart akadémiáján nevelkedett 2002 és 2007 között, majd a 2007-08-as szezonban a tartalékcsapatban egy mérkőzésen pályára lépett. A következő két szezonban kölcsönben szerepelt előbb az Eintracht Frankfurt, majd az FC Energie Cottbus csapatában. 2010-ben aláírt az FC Heidenheim csapatához, ahol több mint 50 bajnoki mérkőzésen védett. 2013 januárjában elhagyta a klubot és ezek után félévig szabadúszó volt. Szeptemberben aláírt a VfL Osnabrück csapatához.